# (5450) Socrate
(5450) Socrate, désignation internationale (5450) Sokrates, est un astéroïde de la ceinture principale.

## Description
(5450) Socrate est un astéroïde de la ceinture principale. Il fut découvert par Van Houten et Gehrels le 24 septembre 1960 à l'observatoire Palomar. Il présente une orbite caractérisée par un demi-grand axe de 2,8116 UA, une excentricité de 0,1236 et une inclinaison de 5,2323° par rapport à l'écliptique.
Il fut nommé en hommage à Socrate, philosophe grec du Ve siècle av. J.-C. (né vers -470/469, mort en -399).

## Compléments